# Zentralinstitut für Seelische Gesundheit

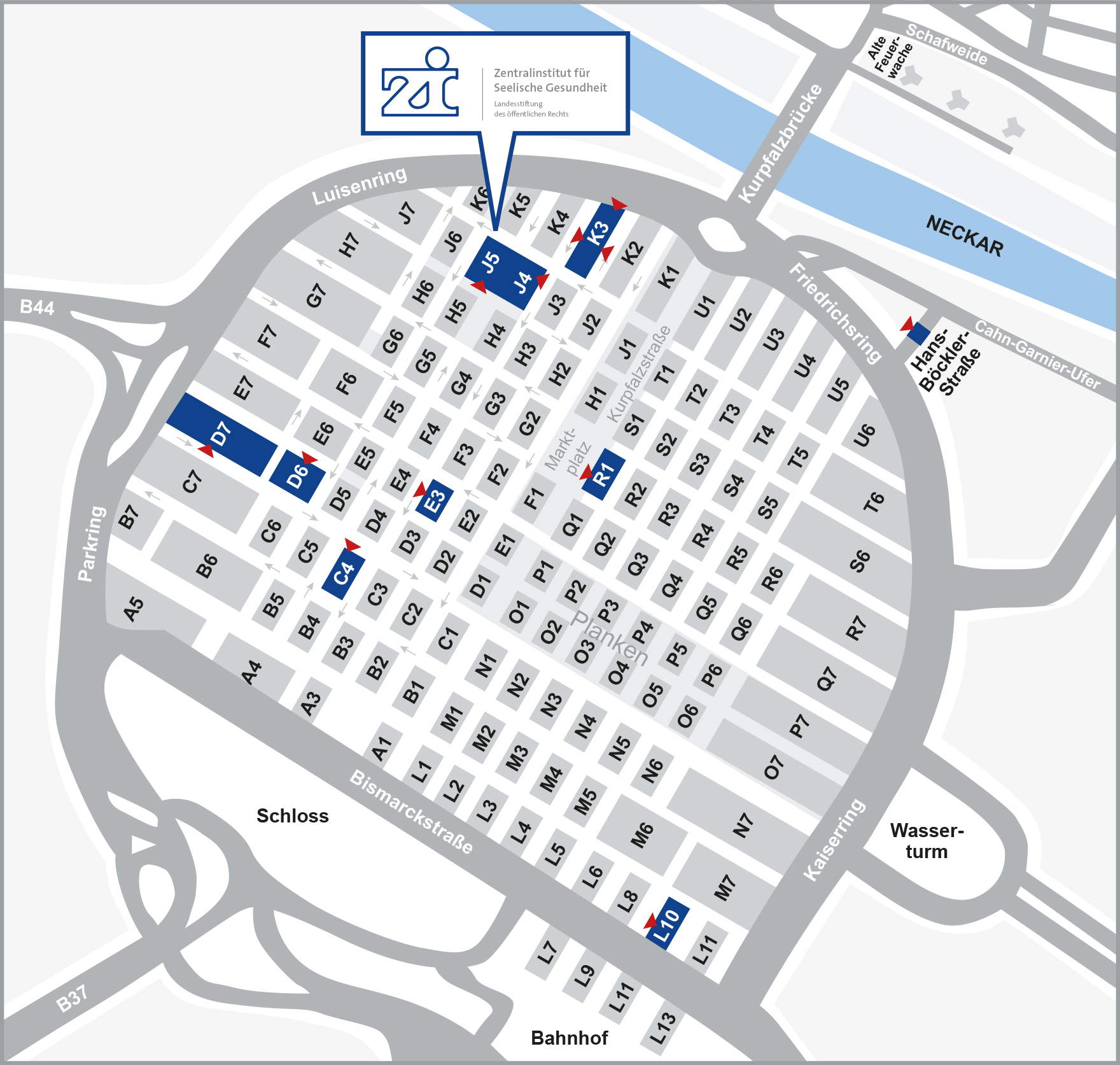
Lageplan des ZI mit seinen Außenstellen in der Mannheimer Innenstadt

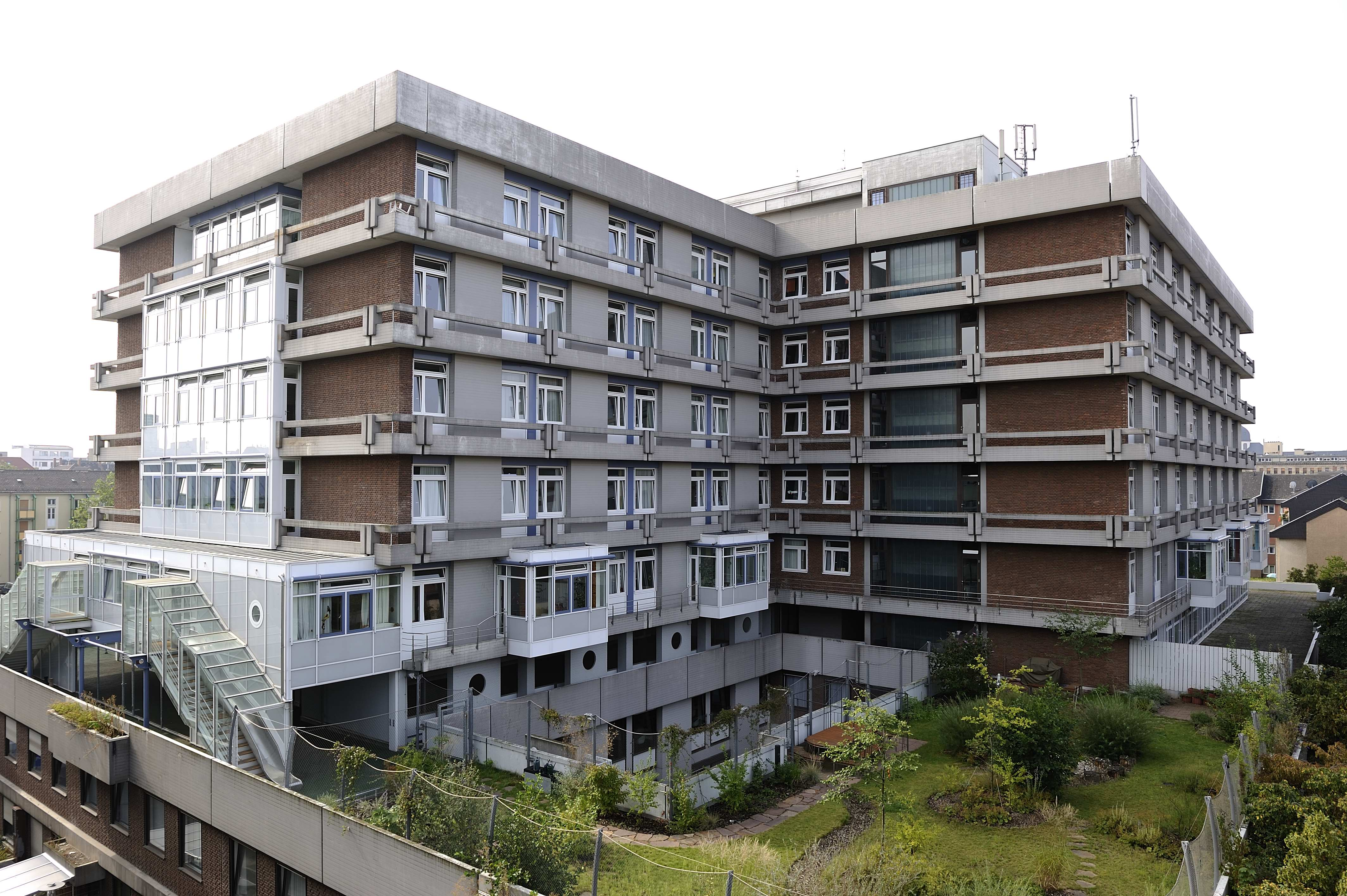
Seitenansicht des ZI-Therapiegebäudes mit dem Garten der Kinder- und Jugendpsychiatrie

Das Zentralinstitut für Seelische Gesundheit (ZI) ist ein psychiatrisch-psychotherapeutisches Forschungsinstitut und universitätsmedizinisches Klinikum in Mannheim. In den Kliniken, Ambulanzen und Adoleszentenzentren des ZI werden Menschen mit psychischen Störungen aller Art behandelt. Direktor und Vorstandsvorsitzender des ZI seit 2007 ist Andreas Meyer-Lindenberg, kaufmännischer Vorstand ist seit Januar 2024 Andreas Möller. Zusammen leiten sie das Forschungsinstitut und Klinikum.

## Konzept
Am Zentralinstitut für Seelische Gesundheit sind Forschung und Krankenversorgung eng miteinander verbunden. Ziel der Forschung ist es, Ursachen und Mechanismen psychischer Erkrankungen besser zu verstehen (Mechanismenforschung), wirksame, individualisierte Therapieansätze zu entwickeln und zu verbessern (Therapieforschung) sowie die Prävention zu stärken (Public Health und Präventionsforschung). Die Kliniken, Ambulanzen und Adoleszentenzentren des ZI versorgen die Mannheimer Bevölkerung sowie überregionale Patienten. Das ZI ist über einen Kooperationsvertrag mit der Ruprecht-Karls-Universität Heidelberg und der Medizinischen Fakultät Mannheim der Universität Heidelberg verbunden.

## Krankenversorgung und Kliniken

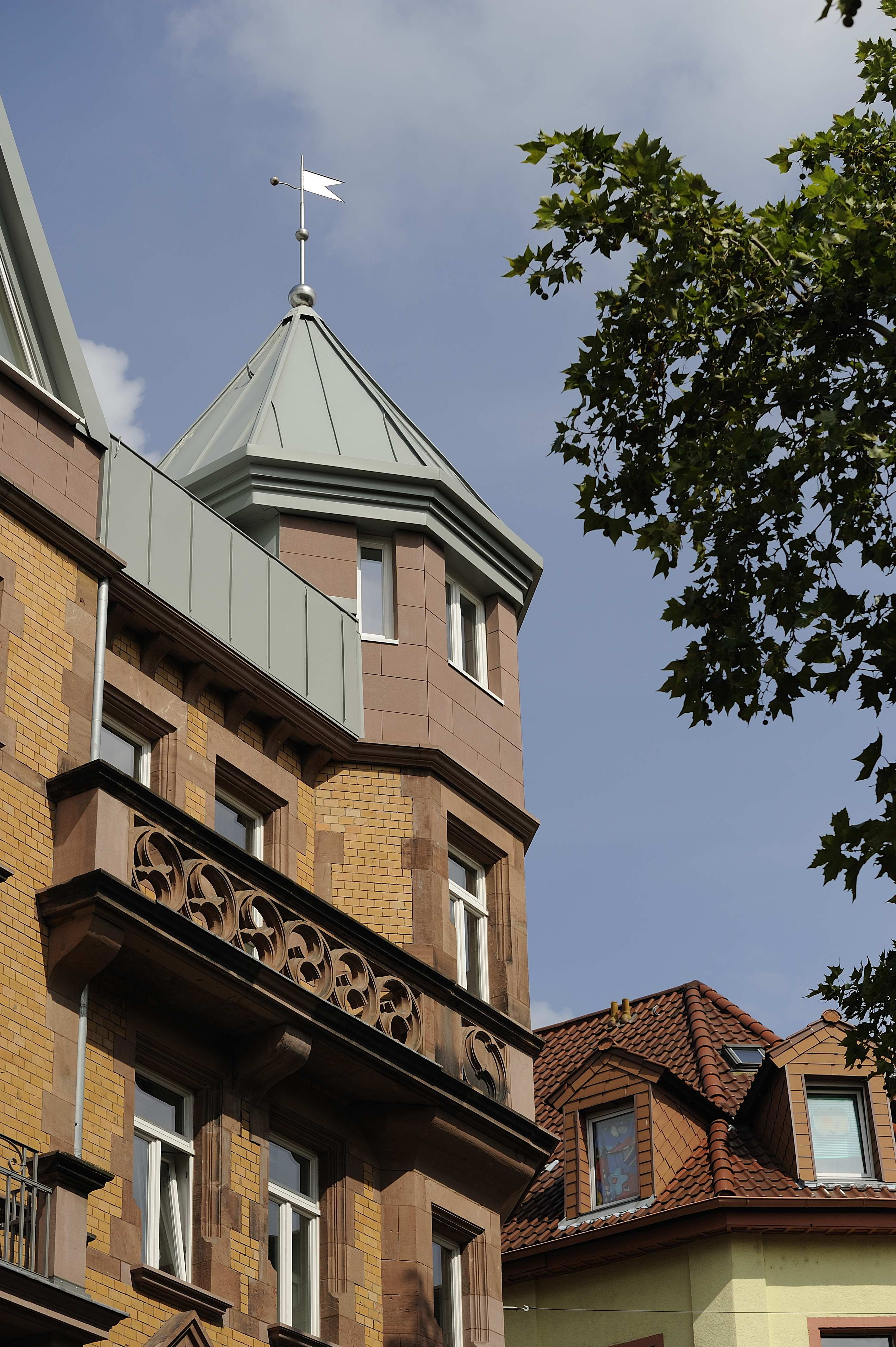
Die Suchtklinik mit der historischen Fassade

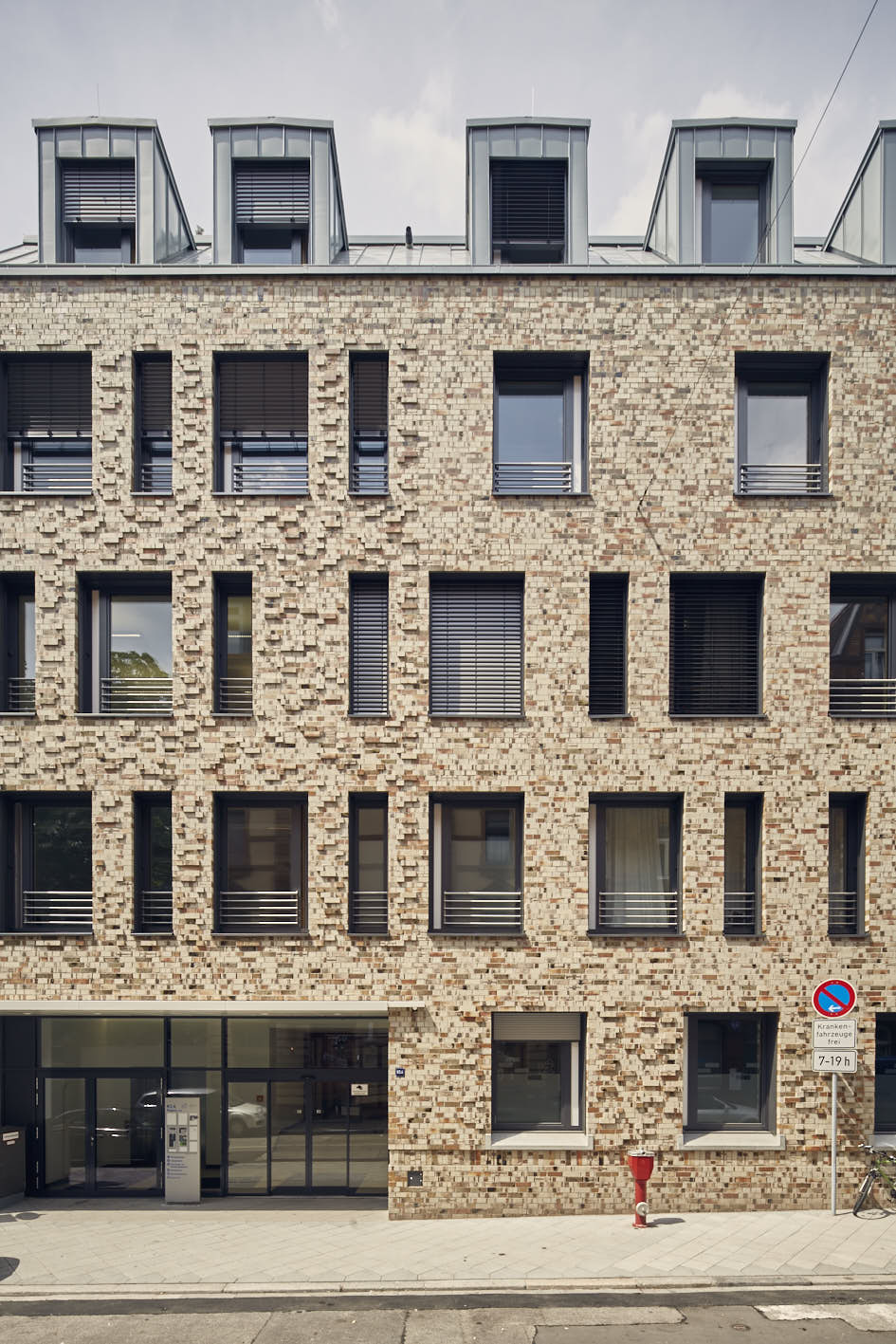
Außenansicht des Erweiterungsbaus in K 3

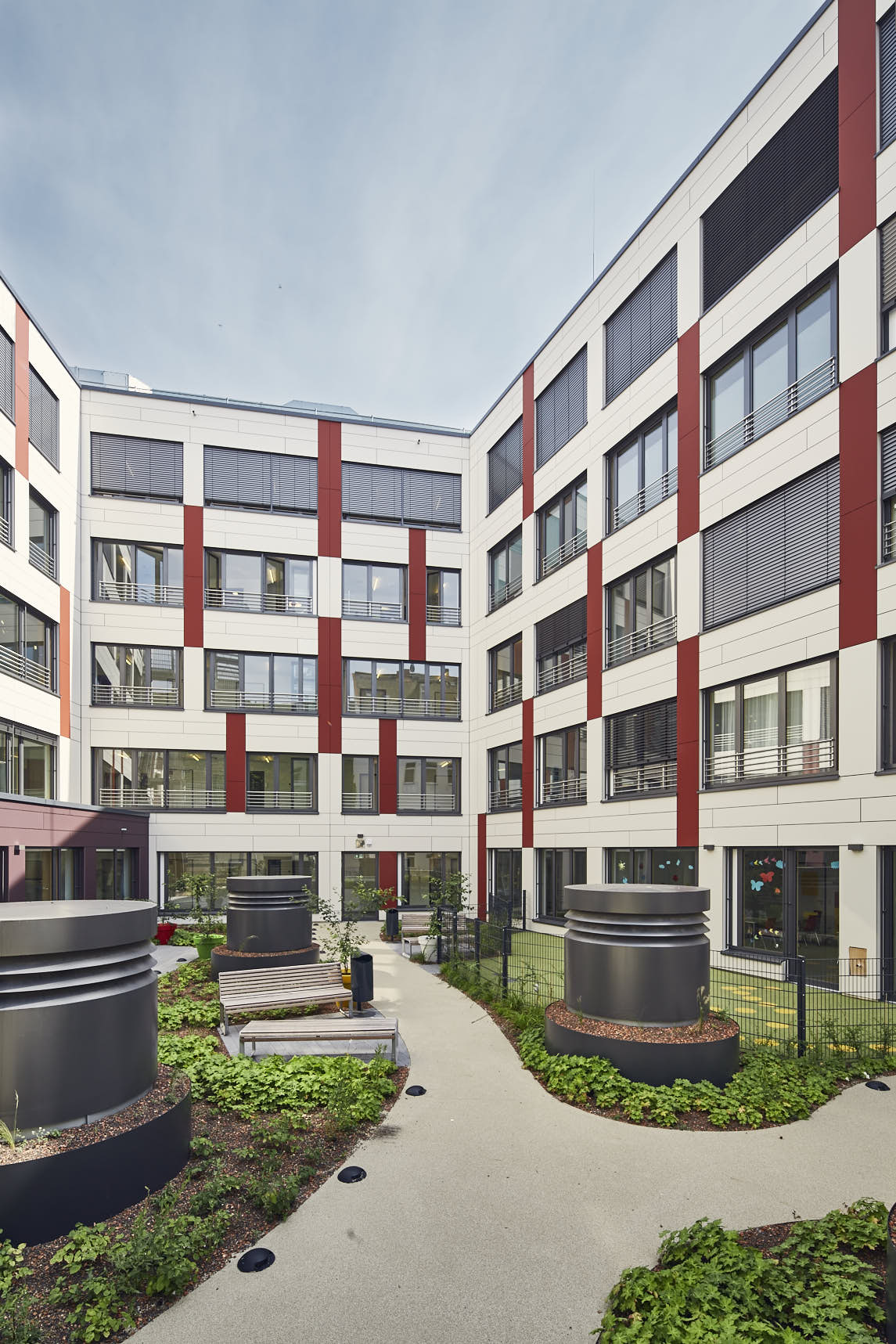
Begrünter Innenhof des Erweiterungsbaus in K 3

Am Zentralinstitut für Seelische Gesundheit werden in vier Kliniken und zwei Adoleszentenzentren jährlich mehr als 2.700 Patientinnen und Patienten stationär oder in einer der Tageskliniken behandelt. Im ambulanten Bereich werden jährlich mehr als 100.000 Sprechstunden für psychisch erkrankte Menschen aller Altersstufen angeboten.

### Klinik für Psychiatrie und Psychotherapie
In der Klinik für Psychiatrie und Psychotherapie wird das gesamte Spektrum der Erwachsenenpsychiatrie behandelt. Mehrere Tracks und eine Vielfalt von Spezialambulanzen bieten spezialisierte Therapieangebote, unter anderem für akute und chronische Depressionen und andere affektive Störungen, psychotische Störungen, komplexe Erkrankungsbilder, ADHS, Autismusspektrumsttörung, Angststörungen und Störungen in Schwangerschaft und nach der Geburt. Teil der Klinik sind auch zwei gerontopsychiatrische Stationen mit einem Schwerpunkt auf demenziellen Erkrankungen, ein Hirnstimulationszentrum, eine psychiatrische Intensivstation sowie ein klinisches Schlaflabor. Ärztlicher Direktor ist Andreas Meyer-Lindenberg.

### Klinik für Abhängiges Verhalten und Suchtmedizin
In der Klinik für Abhängiges Verhalten und Suchtmedizin finden Patienten mit Alkoholabhängigkeit, Drogenabhängigkeit (Cannabis, Amphetamine, Kokain, Heroin etc.), Medikamentenabhängigkeit (Benzodiazepine, opiathaltige Schmerzmittel etc.), Internetabhängigkeit und Spielsucht Behandlung. Die Klinik bietet ein qualifiziertes Entzugsprogramm an. Die Behandlung besteht meist aus einer Kombination von Psychotherapie und Medikamenten, gegebenenfalls ergänzt durch Beratung von Sozialarbeitern und Ergotherapie. Zusätzlich bestehende psychische Erkrankungen (zum Beispiel Depression) können mitbehandelt werden. Ärztlicher Direktor der Klinik ist Falk Kiefer.

### Klinik für Psychosomatik und Psychotherapeutische Medizin
Menschen mit einer Borderline-Persönlichkeitsstörung, akuter sowie chronischer Posttraumatischer Belastungsstörung und anderen psychosomatischen Erkrankungen wie Affektive Störungen, Angsterkrankungen und Somatoforme Störungen werden in der Klinik für Psychosomatik und Psychotherapeutische Medizin behandelt. Als psychotherapeutische Verfahren kommen, in Abhängigkeit von der Diagnose, die Dialektisch-Behaviorale Therapie (DBT) sowie die Kognitiv-Behaviorale Therapie (KBT) beziehungsweise Kombinationen aus beiden Verfahren zum Einsatz. Einzeltherapien werden mit Gruppentherapien kombiniert (zum Beispiel Skills- und Achtsamkeitsgruppen, Musik-, Gestaltungs-, Bewegungs- und Körpertherapien, Entspannungsverfahren). Zum ganzheitlichen Konzept der Klinik gehört auch die ärztliche Behandlung somatischer Erkrankungen. Zudem wird bei Bedarf eine differenzierte, auf die Psychotherapie abgestimmte Behandlung mit Medikamenten durchgeführt. Ärztlicher Direktor der Klinik ist Christian Schmahl.

### Klinik für Psychiatrie und Psychotherapie des Kindes- und Jugendalters
In dieser Klinik wird das gesamte Spektrum kinder- und jugendpsychiatrischer Krankheitsbilder ambulant und stationär behandelt. Die therapeutische Konzeption der Klinik orientiert sich in erster Linie an verhaltenstherapeutischen und systemisch-familientherapeutischen Prinzipien. Darüber hinaus kommen heilpädagogische, physiotherapeutische und ergotherapeutische Angebote zum Einsatz. Zusätzlich werden speziell auf einzelne Krankheitsbilder ausgerichtete therapeutische Maßnahmen und Therapiegruppen angeboten. Ärztlicher Direktor der Klinik ist Tobias Banaschewski.

### Adoleszentenzentren
Das ZI verfügt über zwei spezialisierte Behandlungszentren für Adoleszente (Jugendliche und junge Erwachsene von circa 16 bis 24 Jahren). Das interdisziplinäre Konzept ist darauf ausgerichtet, Brüche in der Versorgung zwischen Kinder- und Jugendpsychiatrie und Erwachsenenpsychiatrie zu vermeiden und die Patientinnen in einer für die psychische Gesundheit entscheidenden Lebensphase eng zu begleiten. Zudem kann je nach Situation des Patienten zwischen stationärer, tagesklinischer und ambulanter Behandlung gewechselt werden (Track-Konzept). Im Adoleszentenzentrum für Emotionsregulationsstörungen werden Jugendliche und junge Erwachsene mit Borderline-Persönlichkeitsstörungen sowie Posttraumatischen Störungen von einem multiprofessionellen Team behandelt. Zentraler Baustein der Behandlung ist die Dialektisch-Behaviorale Therapie (DBT).
Das zweite Adolezentenzentrum am ZI ist auf psychotische Störungen, das Psychoserisiko-Syndrom sowie komorbide Sucht- und Abhängigkeitserkrankungen spezialisiert. Es arbeitet nach dem Soteria-Konzept, das auf Alltagsbewältigung im Kontext einer therapeutischen Gemeinschaft ausgerichtet ist.

### Behandlung im Track
Tracks sind auf eine oder mehrere psychische Erkrankungen spezialisierte Behandlungseinheiten. Sie bieten sowohl ambulante als auch teilstationäre und stationäre Betreuung und werden so dem oft chronischen und phasenhaften Verlauf psychischer Erkrankungen besonders gerecht. Die Patienten werden von einem multiprofessionellen Team mit festen Ansprechpartnerinnen über einen langen Zeitraum hinweg begleitet und bedarfsgerecht therapeutisch unterstützt. Bei Bedarf wird der Kontakt auch im sozialen und häuslichen Umfeld aufrechterhalten. So kann das Behandlungsteam auch vorbeugend agieren, wenn beispielsweise Veränderungen im Leben des Patienten bevorstehen, die zu Krisen führen könnten. Das ZI hat bereits mehrere Stationen zu Track-Einheiten umgebaut. Künftig sollen rund zwei Drittel der Betten der Klinik für Psychiatrie und Psychotherapie in Track-Einheiten verortet sein.

### Vorbeugung, Behandlung und Rehabilitation psychischer Erkrankungen
Das Zentralinstitut für Seelische Gesundheit hat in enger Zusammenarbeit mit der Stadt Mannheim und den freigemeinnützigen Trägern (Arbeiterwohlfahrt, Caritas, Gemeindediakonie, Sozialdienst katholischer Frauen, Mannheimer Gesellschaft für Seelische Gesundheit e. V.) am Aufbau eines umfassenden Systems gemeindenaher psychiatrischer Versorgung in der Stadt Mannheim planend und koordinierend mitgewirkt. Die Abteilung Gemeindepsychiatrie des ZI bietet seit 1969 Unterstützung im außerklinischen Umfeld der Patienten und hilft bei der Alltagsbewältigung.  Sie wirkt bei der Planung neuer ambulanter Einrichtungen mit und übernimmt selbst den Aufbau von Wohngemeinschaften und Patientenclubs, um sie dann in die Trägerschaft gemeinnütziger Organisationen zu übergeben. Darüber hinaus berät sie die gemeindenahen psychiatrischen Einrichtungen der Stadt Mannheim.

## Forschung

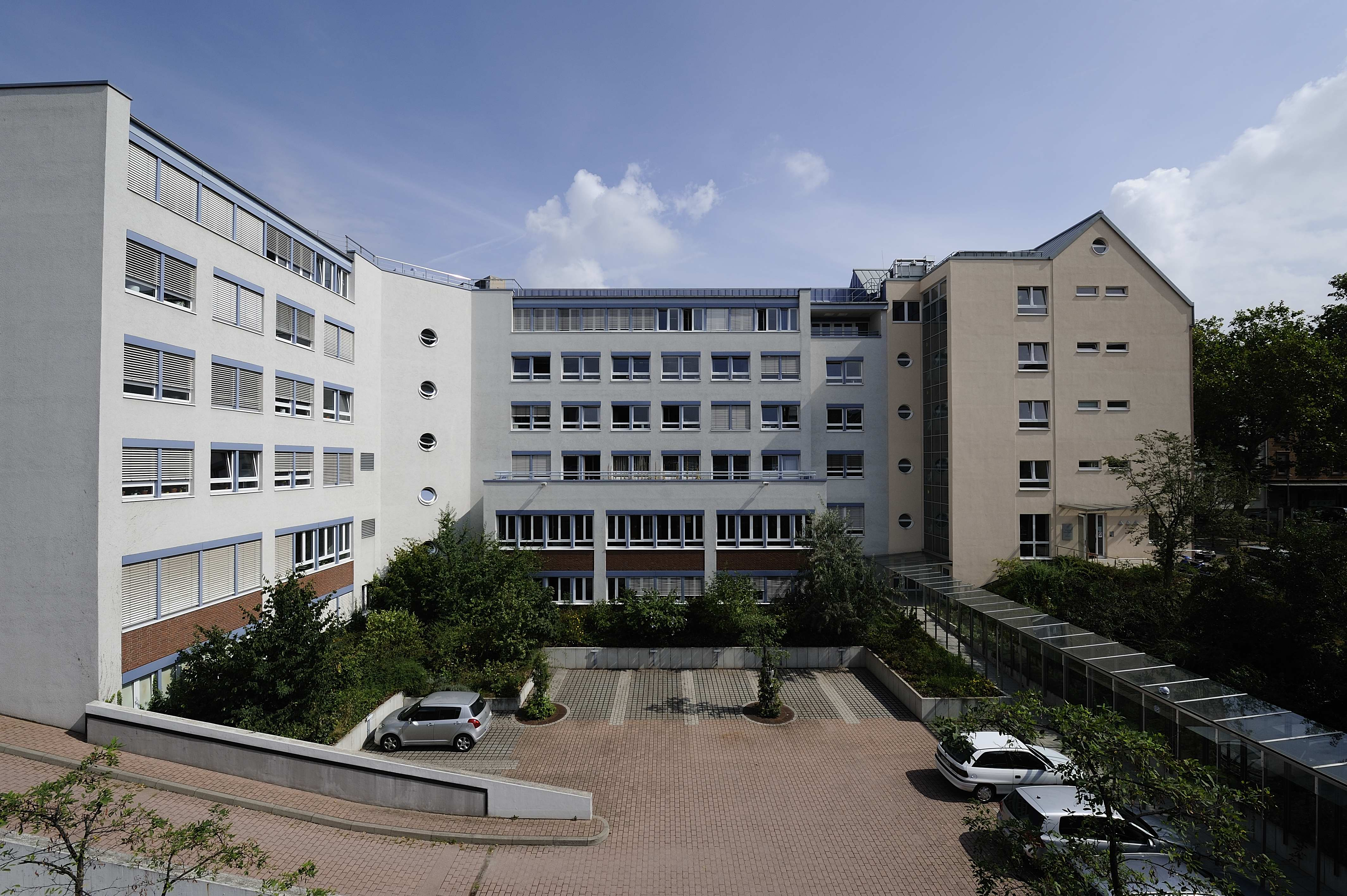
Das Forschungs- und Verwaltungsgebäude (links) mit angeschlossener Suchttagesklinik (rechts)

Das Zentralinstitut für Seelische Gesundheit ist eine der bedeutendsten Forschungseinrichtungen im Bereich Psychiatrie und psychische Gesundheit in Europa. Über 350 Wissenschaftlerinnen  arbeiten in rund 50 wissenschaftlichen Arbeitsgruppen und publizieren jedes Jahr eine Vielzahl von Artikeln in internationalen Zeitschriften. Es bestehen vielfältige internationale Vernetzungen über internationale und europäische Fachgesellschaften sowie europäische Forschungsverbünde. Regional besteht eine Zusammenarbeit mit anderen Forschungseinrichtungen und Kliniken wie dem Deutschen Krebsforschungszentrum (DKFZ), dem Karlsruher Institut für Technologie (KIT), der Medizinischen Fakultät Mannheim sowie dem Universitätsklinikum Mannheim und dem Psychiatrischen Zentrum Nordbaden (PZN).

### Ziele der Forschung
Die Forschung am Zentralinstitut für Seelische Gesundheit ist stark interdisziplinär und translational geprägt. Ziel der Forschung ist es, die Mechanismen von Risiko, Resilienz und Plastizität psychischer Störungen über die gesamte Lebensspanne des Menschen besser zu verstehen (Mechanismenforschung). Mit dem Zentrum für Innovative Psychiatrie- und Psychotherapieforschung (ZIPP) hat das ZI ein neuartiges experimentell-medizinisches Therapieforschungszentrum für psychische Erkrankungen etabliert. Verschiedene Bildgebungsverfahren (unter anderem PET-MRT, MRT, MEG), ein Virtual-Reality-Labor sowie Laborressourcen zur Erforschung von Biomarkern einschließlich der deutschlandweit größten Biobank für psychische Erkrankungen sind im Einsatz, um die Wirksamkeit von neuen Medikamenten und psychotherapeutischen Verfahren zu testen. So sollen wirksame und auf die individuelle Situation der Betroffenen abgestimmte Therapien entwickelt beziehungsweise bestehende verbessert (Therapieforschung) sowie die Prävention und die Versorgung gestärkt werden (Public Health und Präventionsforschung).

### Beispiele für Forschungsverbünde

#### MHG-Studie: Sexueller Missbrauch an Minderjährigen in der deutschen katholischen Kirche
Die Deutsche Bischofskonferenz hat im März 2014 ein Forschungskonsortium, bestehend aus Wissenschaftlern des Zentralinstituts für Seelische Gesundheit, des Kriminologischen Instituts der Universität Heidelberg, des Instituts für Gerontologie der Universität Heidelberg und des Lehrstuhls für Kriminologie der Universität Gießen, mit der MHG-Studie beauftragt. Harald Dreßing (ZI) leitete die Studie als Verbundkoordinator. Ziel war es, den sexuellen Missbrauch innerhalb der katholischen Kirche sowohl für die Betroffenen als auch für die Öffentlichkeit so transparent wie möglich aufzuarbeiten. Am 25. September 2018 wurden die Forschungsergebnisse bei der Herbst-Vollversammlung der Deutschen Bischofskonferenz in Fulda vorgestellt.

#### ESPRIT und ESCA
Die Forschungsverbünde ESPRIT und ESCA sind Teil des vom Bundesministerium für Bildung und Forschung (BMBF) geförderten Forschungsnetzes zu psychischen Erkrankungen und werden vom ZI koordiniert. Der Forschungsverbund ESPRIT (Enhancing Schizophrenia Prevention and Recovery through Innovative Treatments = Verbesserung der Prävention und Genesung von Schizophrenie durch innovative Behandlungen) wird von Andreas Meyer-Lindenberg (ZI) geleitet. Universitäre Kooperationspartner sind: RWTH Aachen, Charité Berlin, Bonn, Düsseldorf, Köln, LMU München, Tübingen.
Der Forschungsverbund ESCAlife (Evidence-based, Stepped Care of ADHD along the life span) zielt darauf, die Behandlung der Aufmerksamkeitsdefizit-/ Hyperaktivitätsstörung (ADHS) über die gesamte Lebensspanne des Menschen zu verbessern und die Prävention zu stärken. Der Verbund wird von Tobias Banaschewski (ZI) geleitet. Universitäre Kooperationspartner sind Bochum, Köln, Freiburg, Mannheim, Marburg, Rostock, Saarland, Tübingen und Würzburg.

#### Feuerlein Centrum für Translationale Suchtmedizin
Das Feuerlein Centrum für Translationale Suchtmedizin besteht seit 2017 und basiert auf einer gemeinsamen Initiative der Suchtkliniken des ZI und des Psychiatrischen Zentrums Nordbaden (PZN). Ziel ist es, Wirksamkeit und Akzeptanz von Therapien für Suchtpatienten zu erforschen. Damit soll die Behandlung zugänglicher und die Entstigmatisierung unterstützt werden. Namensgeber des Zentrums ist der 2015 verstorbene Wilhelm Feuerlein, der auf dem Gebiet der Alkoholismus- und Suchtforschung in Deutschland bedeutende Forschung geleistet hat. Falk Kiefer (ZI) und Barbara Richter (PZN) leiten das Feuerlein Centrum.

#### Systems Biology of Alcohol Addiction (SyBil-AA) – Horizon 2020
Der Forschungsverbund Systems Biology of Alcohol Addiction (SyBil-AA) ist ein multidisziplinäres, EU-gefördertes Projekt, bei dem Funktionsstörungen in Hirnnetzwerken (Pathophysiologie) bei Alkoholerkrankungen untersucht werden. Durch neurobiologische Erkenntnisse sollen neue Therapieansätze entwickelt werden. Besondere Beachtung finden die an Rückfällen beteiligten neuronalen Strukturen.

#### PEZ: Psychoepidemiologisches Zentrum
Das psychoepidemiologische Zentrum (PEZ) am ZI erforscht die Auswirkungen von Stress auf Kinder, Jugendliche und junge Erwachsene über einen längeren Zeitraum hinweg. Untersucht werden vor allem die Auswirkungen von Umgebungsbedingungen und deren Einfluss auf Erbinformationen (Epigenetik).

#### Graduiertenkolleg 2350
Die Forschungsprojekte und Studien im Kontext des Graduiertenkollegs 2350 untersuchen die Folgen traumatischer Kindheitserfahrungen auf verschiedenen Ebenen (neurobiologisch, somatisch und psychosozial). Das Graduiertenkolleg 2350 wird von der Deutschen Forschungsgemeinschaft (DFG) gefördert. Neben dem ZI sind das Universitätsklinikum Heidelberg und das Universitätsklinikum Mannheim beteiligt. Sprecher ist Christian Schmahl (ZI).

#### Sonderforschungsbereich/Transregio 265
Der von der Deutschen Forschungsgemeinschaft (DFG) geförderte Sonderforschungsbereich/Transregio 265 Losing and Regaining Control over Drug Intake: From Trajectories to Mechanisms to Interventions (Verlust und Wiedererlangung der Kontrolle bei Suchterkrankungen: Verläufe, Mechanismen und Interventionen) zielt darauf, besser zu verstehen, welche Mechanismen dafür verantwortlich sind, dass Menschen die Kontrolle über den Konsum von Drogen verlieren. Darauf aufbauend sollen Therapien entwickelt werden. Das ZI kooperiert dabei unter anderem mit der Charité – Universitätsmedizin Berlin und der Technischen Universität Dresden.

## Lehre, Ausbildung und Beratung

### Ausbildung von Studierenden
Das ZI nimmt an der Medizinischen Fakultät Mannheim der Universität Heidelberg die Aufgaben der Universitätskliniken seiner Fachgebiete wahr. Es vertritt Lehre und Forschung in den Fächern Psychiatrie, Suchtforschung, Psychosomatische Medizin sowie Kinder- und Jugendpsychiatrie. Die vier Klinikdirektoren sind zugleich Professoren ihres Fachs an der Universität Heidelberg. An der Fakultät für Philosophie, Psychologie und Erziehungswissenschaft der Universität Mannheim werden die Fächer Klinische Psychologie und Psychopathologie gelehrt. Das Fach Forensische Psychiatrie wird für die Studierenden der Juristischen Fakultät der Universität Mannheim angeboten.

### Fortbildung und Förderung
Das ZI bietet Weiterbildung für Ärzte in den Fächern Psychiatrie, Psychotherapie und Klinische Psychologie. Das Institut ist eine staatlich anerkannte Weiterbildungsstätte, bildet unter anderem psychiatrische Fachpflegekräfte, Sozialarbeiterinnen, Altenpfleger, Beschäftigungs- und Arbeitstherapeutinnen aus.

### Beratung von Institutionen
Das ZI berät bei der Planung und Vorbereitung von Einrichtungen und Diensten der öffentlichen Gesundheitspflege auf dem Gebiet der psychischen Gesundheit. National wie international berät das Institut Planer, Verantwortungsträger und Betreiber von Einrichtungen zur psychiatrischen Versorgung der Bevölkerung. Von 1980 bis 2014 war das Institut Collaborating Centre for Research and Training in Mental Health der Weltgesundheitsorganisation (WHO).

## Tochtergesellschaften

### ZI Service GmbH
Die ZI Service GmbH erbringt für das ZI Dienstleistungen in den Bereichen Empfang, Gastronomie und Gebäudereinigung.

### Hector-Institut für Translationale Hirnforschung (HITBR)
Das Hector-Institut für Translationale Hirnforschung wurde 2015 als gemeinschaftliches Projekt des Zentralinstituts für Seelische Gesundheit, des Deutschen Krebsforschungszentrums (DKFZ) und der Hector Stiftung II gegründet und wird von Philipp Koch geleitet. Die Forschungseinrichtungen ZI und DKFZ bringen ihre Expertise in Form einer Kooperation als gemeinnützige GmbH ein. Geschäftsführer sind Andreas Meyer-Lindenberg und Philipp Koch. Um schwere psychiatrische Erkrankungen und Gehirntumore besser behandeln zu können, zielt das HITBR auf die Identifikation neuer molekularer und funktioneller Ansatzpunkte für die Therapie. Mithilfe von Stammzellen lassen sich krankheitsverursachende Mechanismen, das heißt die zellulären und synaptischen Veränderungen bei psychischen Störungen, und mögliche Therapien direkt an betroffenen Zellpopulationen aus dem Patientengehirn untersuchen. Ein Ansatz für die Entwicklung neuer Medikamente durch Partnerinstitutionen soll auf diese Weise geschaffen werden. Zudem soll die Aus- und Weiterbildung einer neuen Generation von Neurowissenschaftlern unterstützt werden. Im Vordergrund der Untersuchung stehen im HITBR vorerst die psychischen Erkrankungen Schizophrenie, Bipolare Störungen, Aufmerksamkeits-Defizit-Hyperaktivitäts-Störung und Autismus.

## Geschichte
Das ZI wurde im Kontext der Psychiatriereform und der Psychiatrie-Enquête am 8. April 1975 als Landesstiftung des öffentlichen Rechts gegründet. Offizielle Einweihung war am 17. September 1976. Entscheidende Wegbereiter des Instituts waren Heinz Häfner und Hans Martini. Häfner konzipierte das Institut, wurde zum ersten Direktor des ZI bestellt und leitete es bis 1994. In dieser Zeit etablierte er das ZI als national und international anerkannte Einrichtung.
Das Hauptgebäude im Mannheimer Innenstadtquadrat J5 wurde 1975 fertiggestellt und bezogen. Von 2015 bis 2019 wurde es im laufenden Betrieb grundlegend modernisiert. Im Erd- und Untergeschoss des Hauptgebäudes wurde 2019 das Zentrum für Innovative Psychiatrie- und Psychotherapieforschung (ZIPP) eingerichtet, in dem alle wesentlichen Bildgebungsverfahren zusammengefasst sind.
1997 wurde das Forschungs- und Verwaltungsgebäude (J4) bezogen. Ein neues Laborgebäude (J5) wurde 2005 eröffnet. Im Quadrat K3 entstand 2016 ein Neubau für weitere Therapieangebote. Dort ist unter anderem das Adoleszentenzentrum für Emotionsregulationsstörungen untergebracht.

## Emeriti
- Heinz Häfner
- Fritz A. Henn
- Karl F. Mann
- Heinz Schepank[42]
- Martin H. Schmidt